# 陈敏反晋之战
陈敏反晉之战，西晋永兴二年（305年）永嘉元年（307年），西晋右将军、前都督陈敏起兵反晋，割据江南地区的作战。
太安三年（304年），陈敏因镇压石冰起义军有功，被封广陵相，自称无敌，有割据江东之心。永兴二年（305年），东海王司马越为在八王之乱中打败对手，起用陈敏为右将军、前锋都督。陈敏见晋廷衰乱，于十二月据历阳（今安徽省和县）起兵反晋，命其弟陈恢及部将钱端南攻江州（治今南昌），弟陈斌东攻各郡。西晋扬州剌史刘机、丹扬太守王旷、江州刺史应邈全都弃城而逃。陈敏占据江东，自称大司马、都督江东诸军事，任命当地豪族顾荣、周玘等四十余人为将军、太守。假称奉诏自长江入沔水、汉水迎接晋惠帝。当时执掌朝权的河间王司马颙派张光为太守，率步骑五千增援荆州。荆州刺史刘弘派江夏郡太守陶侃、武陵郡太守苗光屯兵夏口（今武汉），南平郡太守占领水军为后援。陈敏派陈恢率军直逼武昌（今湖北省鄂州市），刘弘令陶侃兼任前锋督护率军抵御。陶侃把运输船改为作战船，连败陈恢大军。又和皮初、张光、苗光各军在长岐（今湖北省武汉市黄陂区西南）迎击钱端。晋军以皮初率步军诱敌深入，张光、陶侃率步军埋伏于岸上，苗光领水军把船藏在沔水之中，等到皮初诱钱端主力进入伏击圈，水陆伏兵齐出，发动猛攻，大败钱端军。永嘉元年（307年）二月，由于陈敏刑政无章，顾荣、周玘等江东大族秘密遣使请西晋征东大将军刘准发兵攻打陈敏，愿意作内应。刘准于是派扬州刺史刘机等率部攻历阳。陈敏派其弟陈昶率军数万进屯乌江（今安徽省和县东北）阻击。陈昶、司马钱广，都是周玘同郡人。周玘让钱广杀死陈昶。顾荣、周玘劝说陈敏部将甘卓出降，甘卓于是降晋。陈敏自率万余人讨伐甘卓，不战自溃，陈敏单骑北逃，至江乘（今江苏句容西北）被俘，斩杀于建业。